# Der Mann, der nicht nein sagen kann
Der Mann, der nicht nein sagen kann (tdl. ‘El hombre que no podía decir que no’) es una película de comedia romántica alemana de 1938 dirigida por Mario Camerini y protagonizada por Karl Ludwig Diehl, Karin Hardt y Leo Slezak. Es un remake de la película italiana de 1936 Ma non è una cosa seria, también dirigida por Camerini. Se rodó en los estudios Halensee de Berlín. Los decorados de la película fueron diseñados por los directores artísticos Gabriel Pellon y Heinrich Richter.

## Argumento
Un hombre se inocula contra los enredos emocionales casándose deliberadamente con una mujer que no le interesa y con la que no pasará tiempo.

## Reparto
- Karl Ludwig Diehl como Memmo Speranza.
- Karin Hardt como Gasperina.
- Leo Slezak como Barranco.
- Werner Finck como Lamanna.
- Frauke Lauterbach como Elsa.
- Hilde Krüger como Marguerite.
- Charlott Daudert como Loletta.
- Georgia Lind como Mathilde.
- Erik von Loewis como Giulio, hermano de Elsa.
- Olga Engl como Teresa, madre de Elsa.
- Hans Stock como Andreas, padre de Elsa.
- Erwin Biegel como Giovanni, sirviente de Memmo.
- Else Valery como Luisa, ama de llaves.
- Eduard von Winterstein como «El coronel», padre de Mathilde.
- Hans Hermann Schaufuß como Grizoffi, pensionista.
- Hermann Pfeiffer como Virgadamo, pensionista
- Margarete Sachse como Lehrerin, pensionista.
- Irene Margot como cantante.
- Josef Reithofer como Arzt.